# Franciszek Kleeberg
Franciszek Józef Emilian Kleeberg (Ternopil', 1º gennaio 1888 – Weisser Hirsch, 5 aprile 1941) è stato un generale polacco, già distintosi come ufficiale nel corso della prima guerra mondiale, e poi nella guerra sovietico-polacca.  Nel 1939 fu nominato comandante del Gruppo operativo indipendente "Polesie" che diresse in guerra dal 8 settembre al 4 ottobre. Insignito tre volte dell'Ordine Virtuti militari.

## Biografia
Nacque a Ternopil' il 1 gennaio 1888, all'interno della famiglia di Emilian, un ribelle dell'insurrezione di gennaio, e Józefina Kuschée. Era il fratello maggiore di Juliusz, futuro generale di brigata dell'esercito polacco.
Dopo essersi diplomato alla vera scuola di Hranice e aver superato l'esame di maturità a Vienna nel 1905, continuò la sua formazione presso l'Accademia tecnico-militare di Mödling. Nel 1911 si diplomò alla Scuola di tiro d'artiglieria di Hajmasker. Prestò servizio nel 2° Reggimento obici da campo a Vienna. Il 1 settembre 1908 fu nominato sottotenente e il 1 maggio 1913 tenente nel corpo degli ufficiali di artiglieria. Nello stesso anno fu ammesso alla k.u.k. Kriegsschule a Vienna. Lo scoppio della prima guerra mondiale gli impedì di proseguire gli studi. Nel 1914 fu inizialmente assegnato al quartier generale della 5ª Brigata da montagna e combatté sul fronte serbo. Nel gennaio 1915 fu trasferito all'VIII Corpo d'Armata sul fronte galiziano. Da marzo prese parte alle battaglie nei Carpazi come parte della 25ª Brigata di fanteria.
Nel maggio 1915 fu assegnato alle legioni polacche. Nello stesso anno fu nominato capo di stato maggiore della 2ª Brigata della Legione, carica che mantenne per un mese. Successivamente fu per diversi mesi vicecapo di stato maggiore e, temporaneamente, anche capo di stato maggiore del quartier generale delle legioni polacche. Il 1 novembre 1915 fu nominato capitano nel corpo degli ufficiali di artiglieria. La sua unità di appartenenza era il 25° Reggimento obici da campo (precedentemente 2° Reggimento obici da campo). Nel giugno 1916 divenne capo di stato maggiore della 3ª Brigata della legione. Nel 1916 ricevette il titolo di "ufficiale assegnato allo Stato Maggiore Generale". Nel 1917 fu trasferito al 125º Reggimento di artiglieria da campo.
Nel periodo febbraio-luglio 1917, durante l'addestramento delle legioni polacche da parte dei tedeschi nel Regno del Congresso, fu, tra gli altri, vice comandante del 1° Reggimento di artiglieria leggera delle Legione a Góra Kalwaria e allo stesso tempo comandante delle scuole di artiglieria unite, e poi prestò servizio nell'ispettorato di addestramento delle forze armate polacche fino alla fine del 1917. Nel luglio 1917 fu nominato maggiore. Fino all'aprile 1918 prestò servizio come comandante del corso di addestramento di artiglieria a Garwolin. A causa della richiesta di cambiare la cittadinanza austriaca in polacca, nel giugno 1918 fu trasferito nell'Imperiale e regio esercito austro-ungarico fu processato e inviato sul fronte italiano come ufficiale di stato maggiore della 54ª Brigata di fanteria.
Il 18 novembre 1918, convocato dal generale Tadeusz Rozwadowski, ritornò nel Paese e assunse le funzioni di capo di stato maggiore dell'Armata "Wschód". In questa posizione prese parte alla battaglia di Leopoli. Il 19 marzo 1919 fu trasferito al Comando del Distretto Generale "Cracovia" a Cracovia con la carica di vice capo di stato maggiore. Il 15 aprile fu assegnato al Ministero degli Affari Militari a Varsavia, dove gli vennero affidati i compiti di capo della sezione organizzativa e, due mesi dopo, di vice capo del primo dipartimento di mobilitazione e organizzazione. Il 7 maggio 1919 fu formalmente accettato nell'esercito polacco, con la conferma del grado di tenente colonnello.
Il 10 marzo 1920, dopo la riorganizzazione del ministero, fu nominato assistente del capo del I dipartimento dell'ufficio di organizzazione e mobilitazione del Ministero degli Affari Militari. Il 29 maggio 1920 fu promosso colonnello d'artiglieria, con anzianità dal 1° aprile 1920.
Il generale Kazimierz Sosnkowski, allora suo superiore presso il Ministero degli Affari Militari lo ha valutato come segue: "un ufficiale talentuoso, laborioso e coscienzioso. Ha una vasta formazione teorica.
Nel luglio 1920 divenne capo di stato maggiore della 1ª Armata e, il 15 agosto, capo di stato maggiore del gruppo operativo del generale Kazimierz Raszewski, il cui scopo era difendere i voivodati occidentali dai bolscevichi.
Il 7 ottobre 1920 fu nominato capo di stato maggiore presso il Comando del Distretto Generale "Poznań" di Poznań, che l'anno successivo fu trasformato nel VII Comando distrettuale. Il 6 ottobre 1922 fu eletto presidente del consiglio di sorveglianza delle cooperative di soldati dell'VII Distretto militare di Poznań. Sempre nella prima decade dell'ottobre 1922 gli fu assegnato l'incarico di comandante interinale della 14ª Divisione fanteria per tutta la durata della malattia del colonnello Aleksander Załęski. Il 7 novembre 1922 fu nominato comandante della 14ª Divisione fanteria a Poznań, entrando in servizio il 1° gennaio 1923. Comandò la divisione fino al maggio 1924. Nel frattempo completò un corso informativo per comandanti anziani. Dal giugno 1924 all'ottobre 1925 soggiornò in Francia, dove studiò all'École Supérieure de Guerre e al Centro di addestramento della fanteria a Versailles e al Centro di addestramento dell'artiglieria a Metz. Dopo il ritorno in Polonia, divenne il vice direttore scientifico presso l'Accademia di guerra di Varsavia. Durante il Colpo di Stato di maggio 1926 si schierò dalla parte delle autorità governative, venendo poi allontanato dal suo incarico per decisione del maresciallo Józef Piłsudski. Il 17 marzo 1927 fu nominato comandante della 29ª Divisione fanteria a Grodno. Il 1° gennaio 1928 il presidente della Repubblica di Polonia, Ignacy Mościcki, lo promosse generale di brigata con anzianità dal 1° gennaio 1928. Era amico di Władysław Sikorski. Lunedì 3 agosto 1936 il presidente della Repubblica di Polonia lo nominò comandante III Distretto militare a Grodno. Due anni dopo, divenne comandante IX Distretto militare a Brėst, mantenendo questa carica fino all'8 settembre 1939.
Il 9 settembre 1939, per ordine del Comandante in Capo, fu nominato comandante del Gruppo operativo "Polesie" ed iniziò a organizzare unità combattenti dai centri di riserva a lui subordinati. Nella corrispondenza ufficiale, ha continuato ad apparire come il comandante del IX Distretto militare. Il 27 settembre ordinò la riorganizzazione delle truppe a lui subordinate e istituì le autorità civili e amministrative a Włodawa. Da quel giorno ha ricoperto il ruolo di comandante del Gruppo operativo indipendente "Polesie" (SGO " Polesie"), privo di armi pesanti. Il 14 settembre lo SGO "Polesie" era già in combattimento con le truppe tedesche più avanzate. 
Vicino a Jabłoń e Milanów sconfisse le colonne avanzate delle unità dell'Armata Rossa. Riuscì anche a riunire in un nuovo gruppo i resti delle forze polacche distrutte a est fino alla Vistola e a sud-est fino a Narew, con il quale cercò di sfondare verso Varsavia assediata. Il 6 ottobre 1939, dopo quattro giorni di combattimenti con la Wehrmacht vicino a Kock, fu costretto a capitolare a causa della carenza di rifornimenti e munizioni. Dopo la battaglia fu fatto prigioniero dai tedeschi, e imprigionato nell'Oflag IVB nella fortezza di Königstein vicino a Dresda dove perse la vista e divenne incapace di camminare. Rimase in prigionia per un anno e mezzo. Colpito da gravi malattie cardiache morì il 5 aprile 1941 in un ospedale militare nel quartiere Weisser Hirsch di Dresda. Fu sepolto in un cimitero nel quartiere di Neustadt.
Fu nominato postumo maggiore generale con anzianità il 1 gennaio 1943. Nel 1969 le ceneri del generale Franciszek Kleeberg furono trasportate in Polonia e il 6 ottobre furono sepolte nel cimitero di guerra di Kock tra i caduti dello SGO "Polesie" da lui comandato. La sua tomba simbolica si trova nel cimitero militare Powązki a Varsavia (sezione 28 wprost-2-2).
Il 16 aprile 1918 Franciszek Kleeberg sposò Wanda Paszkowska (1893–1955). Il 19 luglio 1920 nacque il loro figlio Zbigniew Tadeusz.

### Annotazioni
1. ↑  Secondo la tradizione familiare, i Kleeberg discendevano da un soldato svedese che arrivò in Polonia con un esercito nemico nel XVII secolo, fu catturato, divenne polacco e infine divenne il fondatore di una famiglia di cavalieri. Il padre del generale fu ufficiale di lunga data dell'11º Reggimento dragoni di Stockerau, nel quale, dopo essere stato promosso tenente colonnello (1º maggio 1901), prese il comando della 2ª Divisione. Successivamente prestò servizio presso il Comando di Piazza di Vienna. Nel 1908 ricevette una pensione.

### Fonti
1. ↑  Generals.
2. 1 2 3 4 5 6 7 8  Findagrave.
3. 1 2 3 4 5 6 7 8 9 10 11 12 13 14 15 16 17 18 19 20 21 22 23 24 25 26 27  Dzieje.
4. 1 2 3 4 5 6  Traces of War.
5. ↑  Schematismus für das k.u.k. Heer und für die k.u.k. Kriegsmarine für 1909, p. 842.
6. ↑  Schematismus für das k.u.k. Heer und für die k.u.k. Kriegsmarine für 1909, p. 924.
7. ↑  Schematismus für das k.u.k. Heer und für die k.u.k. Kriegsmarine für 1914, p. 759.
8. ↑  Ranglisten 1916, p. 642.
9. ↑  Ranglisten 1916, p. 741.
10. ↑  Ranglisten 1918, p. 88.
11. ↑  Ranglisten 1918, p. 1036.
12. ↑  Ranglisten 1918, p. 1218.
13. ↑  Mierzwiński 1990, p. 91.
14. ↑  Piwowarski 1989, p. 396.
15. ↑  Dz. Rozk. Wojsk. Nr 55 z 20 maja 1919 roku, p. 1734.
16. ↑  Dz. Rozk. Wojsk. Nr 53 z 15 maja 1919 roku, p. 1652.
17. ↑  Dz. Pers. MSWojsk. ↓, Nr 11 z 27 marca 1920 roku, p. 227.
18. ↑  Dz. Pers. MSWojsk. ↓, Nr 21 z 9 czerwca 1920 roku, p. 399.
19. ↑  Zawadzki 2015, p. 123.
20. ↑  Dz. Pers. MSWojsk. ↓, Nr 40 z 20 października 1920 roku, p. 1075.
21. ↑  Dz. Pers. MSWojsk. ↓, Nr 47 z 25 listopada 1922 roku, p. 851.
22. ↑  Haller 1926, p. 23.
23. ↑  Dz. Pers. MSWojsk. ↓, Nr 9 z 17 marca 1927 roku, p. 94.
24. ↑  Dz. Pers. MSWojsk. ↓, Nr 1 z 2 stycznia 1928 roku, p. 1.
25. ↑  Wójcikowski 1985, p. 14.
26. ↑  Mierzwiński 1990, p. 92.
27. ↑  Mierzwiński 1990, p. 93.
28. ↑  Puchalski 2000, pp. 208-209.
29. ↑  Filipow 1990, p. 141.
30. 1 2 3 4 5 6 7  Łoza 1938, p. 340.
31. ↑  Odznaczenia w Legionach n.10, 1915, p. 4.
32. 1 2  Schematismus für das k.u.k. Heer und für die k.u.k. Kriegsmarine für 1914, p. 1061.